# Sarasota–Bradenton International Airport

i7
i11
i13
Der Sarasota–Bradenton International Airport (IATA-Code: SRQ, ICAO-Code: KSRQ)  ist der Verkehrsflughafen der US-amerikanischen Kleinstädte Sarasota und Bradenton im US-Bundesstaat Florida.

## Lage und Verkehrsanbindung
Der Sarasota–Bradenton International Airport liegt sechs Kilometer nördlich des Stadtzentrums von Sarasota und zwölf Kilometer südlich des Stadtzentrums von Bradenton. Er befindet sich teilweise auf dem Gebiet des Manatee County, des Sarasota County und der Stadt Sarasota. Westlich des Flughafens verläuft der U.S. Highway 41, östlich des Flughafens verläuft der U.S. Highway 301. Außerdem verläuft die Interstate 75, welche sich die Trasse mit der Florida State Road 93 teilt, zehn Kilometer östlich des  Sarasota–Bradenton International Airport.
Größere Flughäfen in der Nähe sind der rund 65 km nördlich gelegene Tampa International Airport, der rund 60 km nördlich gelegene St. Petersburg-Clearwater International Airport und der rund 75 Kilometer südöstlich gelegene Punta Gorda Airport.
Der Sarasota–Bradenton International Airport ist durch Busse in den Öffentlichen Personennahverkehr eingebunden. Die Routen 19 und 66 der MCAT fahren den Flughafen regelmäßig an. Daneben wird er auch von den Routen 2, 15, 30, 99, 100X und 215S der Sarasota County Area Transit bedient.

## Geschichte

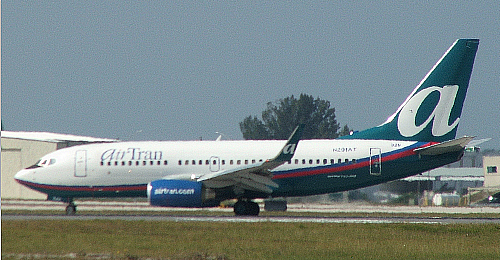
Boeing 737-700 der AirTran Airways auf dem Sarasota–Bradenton International Airport

Im Jahr 1939 beschlossen das Manatee County und das Sarasota County, einen gemeinsamen Flughafen zu errichten. Im Mai 1941 wurde die Gründung der Sarasota Manatee Joint Airport Authority beschlossen. Des Weiteren wurde beschlossen, den Flughafen Sarasota Bradenton Airport zu nennen. Zu Beginn des Jahres 1942 wurde der Flughafen mit zwei Start- und Landebahnen fertiggestellt, die Kosten lagen bei rund einer Million US-Dollar. Gegen Ende des Jahres wurde der Flughafen an das United States Army Air Corps verpachtet. Dieses nutzte den Flughafen zur Pilotenausbildung. Während des Zweiten Weltkriegs gab die Regierung mehrere Millionen US-Dollar für Verbesserungen und Erweiterungen aus. Gegen Ende des Jahres 1947 wurde der Flughafen wieder auf die Sarasota Manatee Joint Airport Authority übertragen.
In den 1950ern wurde der Flughafen erstmals von der Allgemeinen Luftfahrt genutzt. 1959 wurde ein neues Passagierterminal errichtet. 1961 wurde die Oberfläche der Start- und Landebahn 04/22 erneuert. Im gleichen Jahr begann Eastern Air Lines, den Flughafen zu nutzen, National Airlines folgte vier Jahre später. Die Start- und Landebahn 14/32 wurde 1969 auf 7003 Fuß bzw. 2135 Meter erweitert, die zweite Start- und Landebahn 04/22 wurde im gleichen Jahr verstärkt. In den 1970ern wurde die Infrastruktur verbessert, unter anderem wurde eine neue Zufahrt vom U.S. Highway 301 zum Flughafen errichtet. 1979 wurde das Passagierterminal erweitert, vier Jahre später wurden außerdem Einrichtungen für Zubringerflüge hinzugefügt.
1987 begann der Bau des heutigen Passagierterminals, unter anderem mit neuen Parkflächen. Das Passagierterminal wurde am 29. Oktober 1989 eröffnet, die restlichen Bauten wurden 1990 fertiggestellt. Von 1989 bis 1990 wurde die Start- und Landebahn 14/32 saniert. Im August 1992 wurde die Zufahrtsstraße vom University Parkway zum Passagierterminal eröffnet. Im November des gleichen Jahres erhielt der Flughafen vom United States Customs Service den Status als Port of Entry und wurde in Sarasota Bradenton International Airport umbenannt. Im Folgejahr wurde eine Straße entlang des Flughafenzauns fertiggestellt. Zwei Jahre später erfolgte die Sanierung der Start- und Landebahn 04/22. 2001 wurde die Start- und Landebahn 14/32 auf ihre heutige Länge von 9500 ft bzw. 2896 m erweitert. Durch die Terroranschläge am 11. September 2001 erlangte die Stadt Sarasota internationale Bekanntheit, da sich der damalige US-Präsident George W. Bush anlässlich einer Schülervorlesung in einer lokalen Grundschule aufhielt. Die An- und Abreise mit der Boeing VC-25A 92-9000 erfolgte dabei über den Sarasota–Bradenton International Airport, das Flugzeug wurde auch während des Aufenthalts auf dem Flughafen abgestellt.
Ab dem Jahr 2003 wurde der Flughafen von der Billigfluggesellschaft AirTran Airways genutzt. 2006 wurde sie Start- und Landebahn 14/32 saniert. Drei Jahre später folgte die Sanierung der zweiten Start- und Landebahn 04/22. Am 12. August 2012 zog sich AirTran Airways im Rahmen ihrer Fusion mit Southwest Airlines aus Sarasota zurück.

## Flughafenanlagen

Flughafendiagramm

### Start- und Landebahnen
Der Sarasota–Bradenton International Airport verfügt insgesamt über zwei Start- und Landebahnen. Die östliche Bahn 14/32 ist die wichtigste Start- und Landebahn des Flughafens. Sie ist 2896 m lang und 46 m breit. Sie kreuzt an ihrem Ende die westliche Bahn 04/22. Diese ist 1526 m lang, ebenfalls 46 m breit und wird von der Allgemeinen Luftfahrt genutzt.

### Terminal
Der Flughafen verfügt über ein Passagierterminal mit 13 Flugsteigen und Fluggastbrücken. Das Terminal befindet sich an der südlichen Seite des Flughafengeländes.

### Sonstige Einrichtungen
Der Kontrollturm befindet sich an der nordöstlichen Seite des Flughafens.

## Fluggesellschaften und Ziele
Die wichtigsten Fluggesellschaften, die den Sarasota–Bradenton International Airport im Linienverkehr anfliegen, sind Delta Air Lines, Allegiant Air, Jetblue Airways, American Airlines, American Eagle, United Airlines und United Express. Diese fliegen vor allem größere Drehkreuze in den Vereinigten Staaten an. Die einzige ausländische Fluggesellschaft ist Air Canada Rouge, welche saisonal nach Toronto fliegt.

## Verkehrszahlen
| Jahr | Fluggastaufkommen | Luftfracht (Tonnen) (mit Luftpost) | Flugbewegungen |
| ---- | ----------------- | ---------------------------------- | -------------- |
| 2019 | 1.966.950         |                                    | 131.867        |
| 2018 | 1.371.888         |                                    | 119.560        |
| 2017 | 1.181.332         | 206                                | 102.674        |
| 2016 | 1.186.419         | 211                                | 103.497        |
| 2015 | 1.220.363         | 204                                | 104.482        |
| 2014 | 1.197.097         | 203                                | 101.215        |
| 2013 | 1.187.890         | 168                                | 98.057         |
| 2012 | 1.272.915         | 188                                | 107.352        |
| 2011 | 1.306.464         | 181                                | 99.825         |
| 2010 | 1.332.680         | 195                                | 102.033        |
| 2009 | 1.343.977         | 190                                | 106.848        |
| 2008 | 1.503.166         | 224                                | 129.128        |
| 2007 | 1.557.212         | 237                                | 139.442        |
| 2006 | 1.423.113         | 267                                | 162.972        |
| 2005 | 1.337.571         | 284                                | 162.522        |
| 2004 | 1.132.133         | 320                                | 138.680        |
| 2003 | 1.062.245         | 375                                | 137.193        |
| 2002 | 1.118.886         | 401                                | 150.304        |
| 2001 | 1.172.169         | 476                                | 171.397        |
| 2000 | 1.474.068         | 599                                | 179.844        |
| 1999 | 1.503.097         | 652                                | 192.207        |
| 1998 | 1.545.797         | 701                                | 187.811        |

### Verkehrsreichste Strecken
| Rang | Stadt                        | Passagiere | Fluggesellschaft                      |
| ---- | ---------------------------- | ---------- | ------------------------------------- |
| 01   | Atlanta, Georgia             | 335.790    | Delta                                 |
| 02   | Charlotte, North Carolina    | 123.250    | American/American Eagle               |
| 03   | Chicago–O’Hare, Illinois     | 59.950     | American Eagle, United/United Express |
| 04   | Newark, New Jersey           | 50.760     | United/United Express                 |
| 05   | New York–JFK, New York       | 48.000     | JetBlue                               |
| 06   | Boston, Massachusetts        | 32.110     | JetBlue                               |
| 07   | Cleveland, Ohio              | 31.140     | Allegiant, Frontier                   |
| 08   | New York–LaGuardia, New York | 29.450     | Delta                                 |
| 09   | Cincinnati, Ohio             | 28.700     | Allegiant, Frontier                   |
| 10   | Washington, Washington, D.C. | 22.930     | American Eagle                        |